# 새벽을 알리는 루의 노래
"새벽을 알리는 루의 노래"(일본어: 夜明け告げるルーのうた)는 2017년 공개된 일본의 애니메이션 영화이다. 유아사 마사아키가 감독 및 각본을 맡았으며, 요시다 레이코가 공동 각본가로 참여하였다.
2017년 5월 19일 일본에서 도호에 의해 극장 개봉되었다.

## 출연
- 타니 카논 - 루 역
- 시모다 쇼타 - 카이 역
- 코토부키 미나코 - 유호 역
- 사이토 소마 - 쿠니코 역
- 스즈무라 켄이치 - 카이의 아버지 역
- 에모토 아키라 - 카이의 할아버지 역
- 시노하라 신이치 - 루의 아버지 역
- 조 - 유호의 아버지 역
- 스가오 타카유키 - 유호의 할아버지 역
- 사사키 무츠미 - 쿠니코의 아버지 역
- 카와시마 토쿠요시 - 후구다 역